# Messerschmitt Me 264
Il Messerschmitt Me 264 era un bombardiere strategico quadrimotore realizzato dall'azienda tedesca Messerschmitt negli anni quaranta e rimasto allo stadio di prototipo.
Destinato inizialmente a missioni di bombardamento a lungo raggio, venne in realtà utilizzato come ricognitore marittimo ed aereo da trasporto.

## Storia del progetto
Il quadrimotore Me 264 era avanzatissimo: interamente metallico, con una grande ala alta e grandi derive ellittiche in coda, oltre ad un carrello triciclo interamente retrattile.
In origine era stato pensato quale bombardiere per colpire la costa orientale degli Stati Uniti d'America partendo dalle basi europee.
Tre furono i Me 264 impostati ma solo uno compì il primo volo. Il Me 264 V1, il primo prototipo realizzato, aveva quattro motori Junkers Jumo 211 J, dei 12 cilindri a V invertita raffreddati a liquido, ciascuno con una potenza al decollo di 1 410 PS (1 037 kW). In questa configurazione volò per la prima volta nel dicembre del 1942.

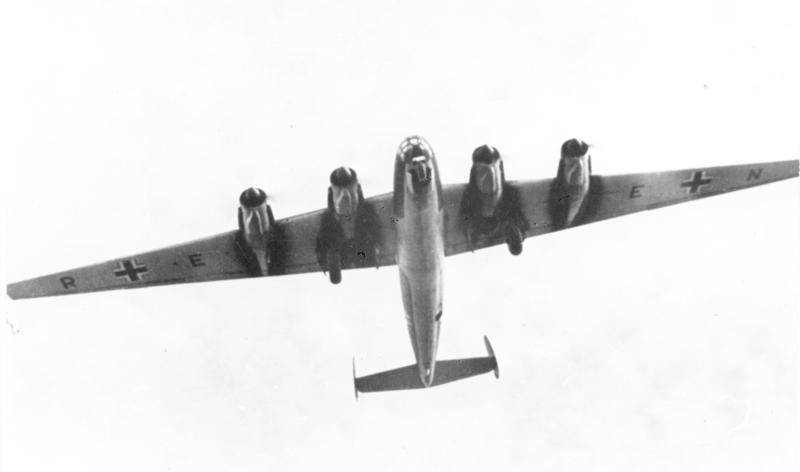
Il prototipo Me 264 V1.

Il prototipo V3 avrebbe avuto una torretta dorsale azionata meccanicamente con cannone da 20 mm. Un'identica arma, orientata all'indietro, sarebbe stata nella gondola ventrale, nella quale inoltre erano stivati 2.000 kg di bombe. Erano poi previste altre postazioni - muso, dorsale anteriore e due laterali in fusoliera - armate con una MG 131 da 13 mm ciascuna,  azionate a mano dai membri dell'equipaggio.
L'autonomia prevista era di circa 15.000 km, la velocità massima in configurazione pulita di 565 km/h a 8.300 metri e quella di crociera di 350 km/h. Il velivolo avrebbe potuto imbarcare fino a 19.680 litri di carburante nei serbatoi interni. Il peso massimo al decollo previsto era di 56.000 kg, mentre quello a vuoto con tutti gli equipaggiamenti di 21.150 kg. L'equipaggio sarebbe stato composto da otto persone.
La lunghezza era di 20,90 metri, l'apertura alare di 43 metri, l'altezza di 4,30 metri.
Il V1 fu distrutto al suolo da un raid degli alleati. Stessa sorte toccò al secondo prototipo, Me 264 V2, perso prima del suo primo volo. Era stata avviata anche la costruzione di un terzo prototipo, denominato V3 che avrebbe dovuto montare dei motori BMW 801D da 1.700 hp al decollo e 1.440 hp alla quota di 5.700 metri, ma fu sospesa quando il programma per un bombardiere capace di colpire gli USA fu cancellato.
Il velivolo V1 fu utilizzato come ricognitore marittimo e come trasporto da una unità speciale dotata di velivoli fuori misura.

## Utilizzatori
Germania
- Luftwaffe

### Velivoli comparabili
- Boeing B-29 Superfortress
- Consolidated B-32 Dominator
- Focke-Wulf Ta 400
- Heinkel He 277
- Junkers Ju 390
- Nakajima G10N
- Vickers Type C bomber
- Victory Bomber